# Linha Lilás (Rio de Janeiro)
A Linha Lilás é uma das vias expressas existentes no Plano Doxiadis, de urbanização da cidade do Rio de Janeiro, no Brasil. A Linha Lilás faz a ligação do bairro de Laranjeiras com o bairro do Santo Cristo (na zona portuária).
Inicialmente essa linha ligaria o bairro de Botafogo com o Viaduto do Gasômetro na zona portuária, sem interrupções, como sinais de trânsito em seu traçado; porém por uma série de problemas, acabou por ligar Botafogo ao Santo Cristo, porém com algumas interrupções.
Atualmente, a linha se inicia no bairro de Laranjeiras, segue pelo Viaduto Engenheiro Noronha, passa pelo Túnel Santa Bárbara, pelo bairro do Catumbi por meio do Elevado Trinta e Um de Março, ao lado da extinta Avenida Marquês de Sapucaí (onde hoje se localiza o Sambódromo do Rio de Janeiro), corta a Avenida Presidente Vargas por meio do mesmo elevado, que após essa avenida passa a se chamar Viaduto São Pedro e finalmente chega a Praça Santo Cristo.
No início, sua construção foi conturbada devido a enorme quantidade de casas que foram desapropriadas e posteriormente demolidas no bairro das Laranjeiras para a criação do Túnel Santa Bárbara e no Bairro do Catumbi para criação da outra ponta do mesmo túnel e construção do seu elevado.
Nessa mesma época houve o alargamento da então estreita Rua Pinheiro Machado, onde se encontrava (e se encontra até hoje) o Palácio Guanabara, sede do governo do estado do Rio de Janeiro. Devido ao alargamento dessa rua, parte do Estádio do time do Fluminense teve de ser demolida naquela época.
Em seu projeto original constava praticamente a destruição quase total do histórico bairro do Catumbi, porém devido a protestos de moradores da época, houve uma busca de soluções alternativas por parte da equipe responsável pela obra. Com isso, seu traçado foi reformulado de modo a ficar como é atualmente. Mesmo assim, muitas das antigas casas desse bairro que se encontravam na divisa com Santa Teresa terminaram por serem desapropriadas e demolidas.
Devido a essa linha possuir apenas duas faixas de rolamento em cada sentido, existem muitos engarrafamentos nos horários de rush justamente nos locais onde existem os sinais de trânsito, na Rua Pinheiro Machado.
O Plano Diretor do ano 2000 da Cidade do Rio de Janeiro, previa a ligação, (já planejada há tempos), da Linha Lilás com a Linha Vermelha, através da construção de um viaduto que iria ligar o Elevado Trinta e Um de Março (pertencente a Linha Lilás) com o Viaduto Engenheiro Paulo de Sousa Reis, que faz a ligação da Avenida Francisco Bicalho (próximo a antiga Estação da Leopoldina) com a Linha Vermelha. É possível observar que parte desse último viaduto é inacabada esperando essa ligação. Até hoje tal ligação não foi ainda construída.
A Linha Lilás foi uma das primeiras, senão a primeira, Linha do Plano Doxiadis a ser construída, porém atualmente, poucas pessoas a conhecem por esse nome - talvez devido ao tempo de sua inauguração (datada da década de 1960/70) ou a uma não-propaganda por parte do governo, como é feito no caso da Linha Vermelha e Linha Amarela, onde inclusive partes dessas vias são pintadas com as cores que levam o seu nome.